# Nara Vidal
Nara Vidal (Guarani, 1974) é uma escritora brasileira que na sua obra literária aborda as temáticas do feminismo, o silenciamento das mulheres e o racismo.

## Percurso
Vidal é filha de pais professores e licenciou-se na Faculdade de Letras da Universidade Federal do Rio de Janeiro tendo também concluido o Mestrado em Artes e Herança Cultural, na London Metropolitan University. Reside em Inglaterra desde 2001, país para onde se mudou para estudar Shakespeare sendo, atualmente, uma das suas áreas de especialidade.
Vidal é escritora, professora de escrita criativa e literatura, especialista em literatura inglesa, tradutora e editora. Como editora, Vidal fundou a revista Capitolina sobre literatura em língua portuguesa. Ainda sobre literatura em língua portuguesa lança, em 2023, juntamente com a jornalista Fernanda Ávila, o projecto Sala de Escrita que visa desenvolver um conjunto de acções e cursos  sobre e com escritores de língua portuguesa.

## Obra
Vidal escreve regularmente para o jornal Tribuna de Minas, Revista 541, Jornal Rascunho e Revista Cláudia. A sua obra literária inclui livros infantis, romances e contos, onde se destacam as temáticas do feminismo e do racismo.
- 2010 - lança o seu 1º livro infantil que aborda o bilinguismo nas crianças;
- 2014
  - Pindorama de Sucupira, livro infanto-juvenil;
  - Arco-íris em Preto e Branco, livro infanto-juvenil;
- 2015
  - Doce Plano das Galinhas, livro infanto-juvenil;
  - A Menina e os Relógios, livro infanto-juvenil;
- 2016
  - Dagoberto, livro infanto-juvenil;
  - A Loucura dos Outros, livro de contos;
- 2018 - Sorte, o 1º romance da autora;
- 2019 - As Cores do Arco-íris, livro infanto-juvenil;
- 2020 - Mapas para Desaparecer, livro de contos;
- 2022 - Eva, romance;
- 2023
  - Canibal e Outros Contos em Portugal;
  - Puro, romance;
  - Shakespearianas: As mulheres em Shakespeare, livro de não ficção.

## Prémios e Reconhecimentos
Vidal e o seu trabalho têm sido reconhecidos ao longos dos anos destacando-se:
- 2014 - pelos seus contos recebe o Prémio Maximiano Campos;
- 2019 - com a sua obra Sorte obtém o 3º lugar no Prémio Oceanos;
- 2020 - pelo trabalho desempenhado como editora na revista literária Capitolina recebe o Prémio Associação Paulista dos Críticos de Arte (APCA);
- 2021 - é a primeira mulher e a primeira brasileira a ser convidada para as Residências Literárias da Fundação D. Luís I, em Cascais;
- 2021 - com a sua obra Mapas para Desaparecer é finalista do Prémio Jabuti;
- 2022 - com a obra Eva é finalista do Prêmio São Paulo de Literatura;
- Foi condecorada três vezes com o Brazilian Press Awards, um prémio que é atribuído a quem promove a cultura brasileira no Reino Unido.